# Гуідонія-Монтечеліо
Гуідонія-Монтечеліо, Ґуідонія-Монтечеліо (італ. Guidonia Montecelio) — місто та муніципалітет в Італії, у регіоні Лаціо,  метрополійне місто Рим-Столиця.
Гуідонія-Монтечеліо розташована на відстані близько 23 км на північний схід від Рима.
Населення — 88 335 осіб (2014).

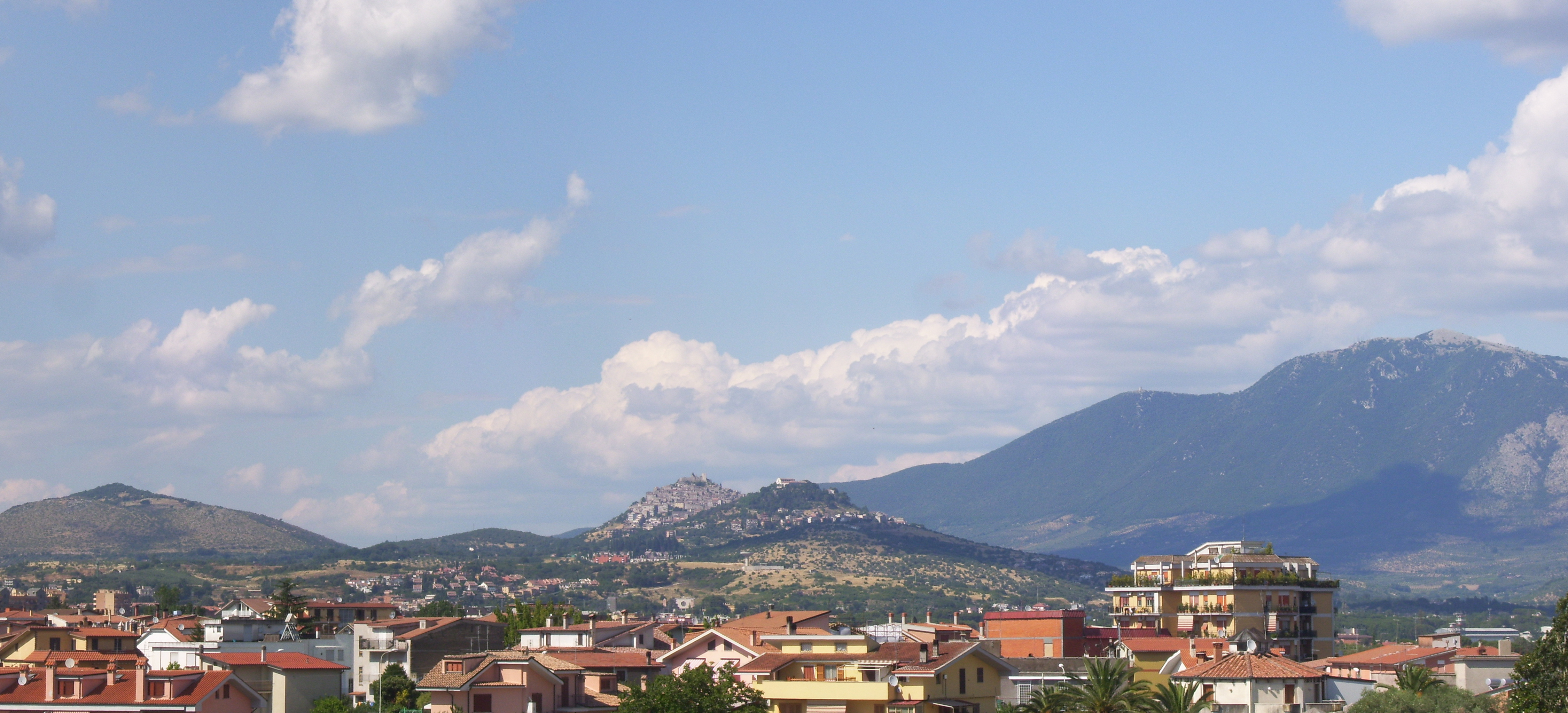

Щорічний фестиваль відбувається 10 грудня. Покровитель — Madonna di Loreto.

## Демографія
Населення за роками:

Станом на 1 січня 2023 року в муніципалітеті офіційно проживало 11 375 іноземців з 117 країн, серед них 6895 громадян країн Євросоюзу та 159 громадян України.

## Клімат
| GUIDONIA MONTECELIO   | Місяці | Місяці | Місяці | Місяці | Місяці | Місяці | Місяці | Місяці | Місяці | Місяці | Місяці | Місяці | Пора  | Пора  | Пора  | Пора  | Рік   |
| GUIDONIA MONTECELIO   | Січ    | Лют    | Бер    | Кві    | Тра    | Чер    | Лип    | Сер    | Вер    | Жов    | Лис    | Гру    | Зим   | Вес   | Літ   | Осі   | Рік   |
| --------------------- | ------ | ------ | ------ | ------ | ------ | ------ | ------ | ------ | ------ | ------ | ------ | ------ | ----- | ----- | ----- | ----- | ----- |
| Темп. макс. (°C)      | 12.3   | 13.8   | 16.0   | 19.1   | 23.6   | 27.8   | 31.6   | 31.3   | 27.6   | 22.5   | 16.9   | 13.3   | 13.1  | 19.6  | 30.2  | 22.3  | 21.3  |
| Темп. мін. (°C)       | 1.9    | 2.9    | 4.5    | 7.0    | 10.4   | 14.0   | 16.4   | 16.6   | 14.1   | 10.2   | 6.2    | 3.2    | 2.7   | 7.3   | 15.7  | 10.2  | 9     |
| Опади (мм)            | 74.6   | 74.2   | 61.0   | 66.5   | 56.6   | 43.7   | 27.8   | 45.0   | 71.2   | 88.7   | 102.0  | 87.1   | 235.9 | 184.1 | 116.5 | 261.9 | 798.4 |
| Дні опадів (≥ 1 мм)   | 8      | 8      | 8      | 8      | 7      | 5      | 3      | 4      | 6      | 8      | 9      | 9      | 25    | 23    | 12    | 23    | 83    |
| Вологість повітря (%) | 76     | 73     | 71     | 72     | 71     | 68     | 65     | 66     | 69     | 74     | 78     | 77     | 75.3  | 71.3  | 66.3  | 73.7  | 71.7  |

## Сусідні муніципалітети
- Фонте-Нуова
- Марчелліна
- Паломбара-Сабіна
- Рим
- Сан-Поло-дей-Кавальєрі
- Сант'Анджело-Романо
- Тіволі

## Міста-побратими
- Мис Канаверал, США
- Кашира, Росія